# Deborah Stedman-Scott, Baroness Stedman-Scott

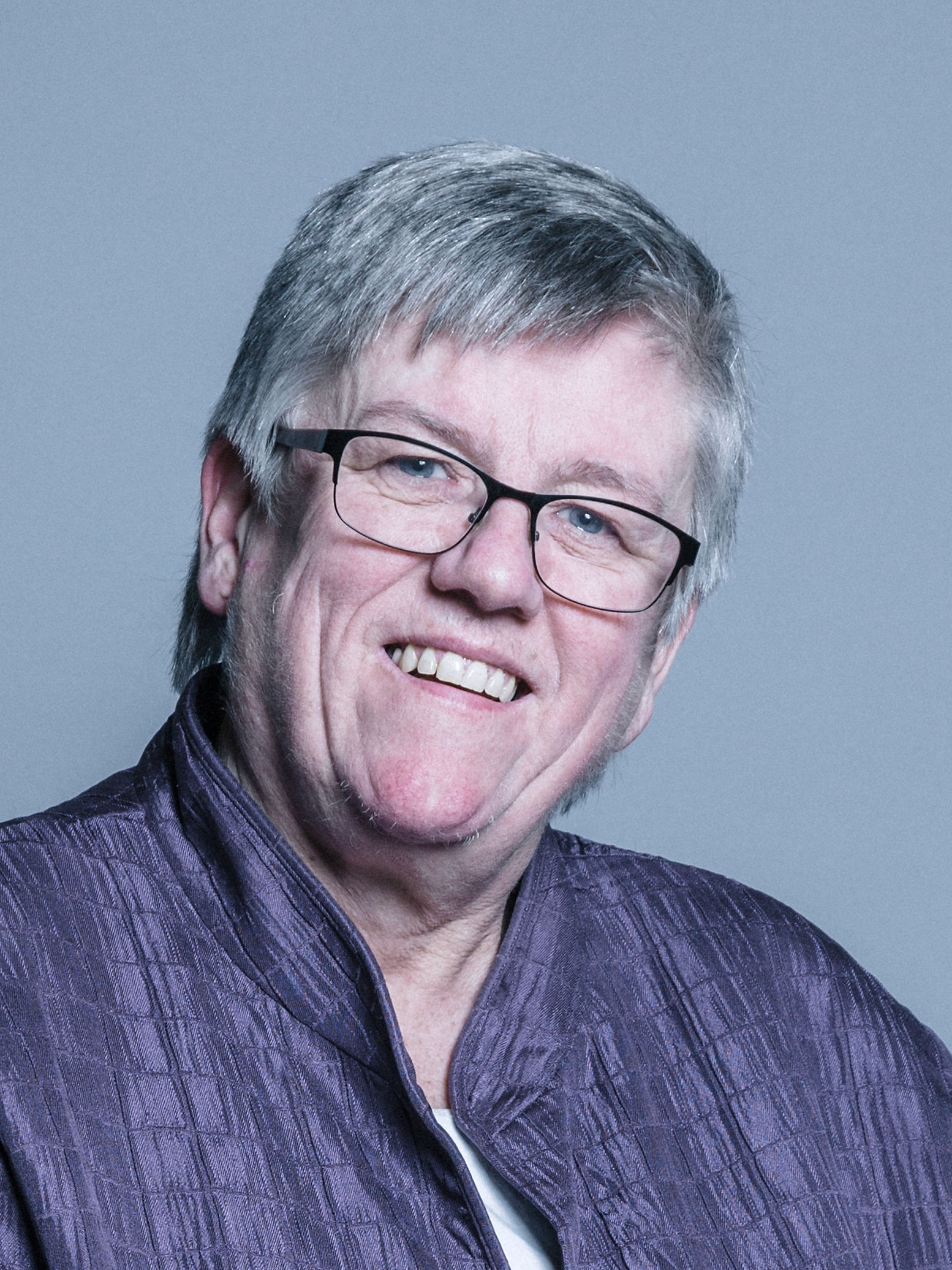
Deborah Stedman-Scott, Baroness Stedman-Scott

Deborah Stedman-Scott, Baroness Stedman-Scott OBE DL FRSA (* 23. November 1955 in Paddington, London) ist eine britische Managerin und Politikerin der Conservative Party, die seit 2010 als Life Peer Mitglied des House of Lords ist.

## Leben
Nach dem Besuch der Ensham Secondary School for Girls besuchte Deborah Stedman-Scott das Southwark Technical College sowie das Salvation Army Training College und war danach von 1972 bis 1976 Angestellte der National Westminster Bank. Nachdem sie zwischen 1978 und 1983 für die Heilsarmee tätig gewesen war, arbeitete sie bis 1984 für die Handelskammer von Royal Tunbridge Wells. Im Anschluss begann sie ihre Tätigkeit für den privaten Arbeitsvermittler Tomorrow’s People Trust Ltd und war zunächst von 1984 bis 1986 Entwicklungsmanagerin für Hastings sowie anschließend Managerin für das Gebiet Kent und Sussex, ehe sie von 1988 bis 1993 Managerin der Region East Sussex war. Zwischen 1993 und 1995 war sie Direktorin dieses Unternehmens für nationale Operationen sowie zwischen 1995 und 2005 Direktorin. Seit 2005 ist sie Chief Executive Officer (CEO)des Tomorrow’s People Trust Ltd.
2008 wurde sie als Officer in den Order of the British Empire aufgenommen. Durch ein Letters Patent vom 16. Juli 2010 wurde sie als Life Peeress mit dem Titel Baroness Stedman-Scott, of Rolvenden in the County of Kent, in den Adelsstand erhoben. Kurz darauf erfolgte ihre Einführung als Mitglied des House of Lords. Daneben wurde sie Fellow der Royal Society of Arts und ist ferner Trustee der New Devon Opera sowie 2007 Deputy Lieutenant von East Sussex.